# 佐藤真
佐藤 真（さとう まこと、1957年9月12日 - 2007年9月4日）は、日本のドキュメンタリー映画監督。
東京都立富士高等学校、東京大学文学部哲学科卒業。

## 経歴
青森県弘前市で生まれる。
2歳で家族が上京。千葉県松戸市のマンモス団地で物心付き、東京都練馬区石神井で育つ。
東京大学在学中より水俣病の運動に関わり、香取直孝監督の『無辜なる海 1982年・水俣』の助監督となる。1984年に、その映画の自主上映の途中で、阿賀野川とそこに暮らす人々と出会い、映画作りを決意する。
各務洋一監督に私淑した後、1989年からスタッフ7人と新潟に2年間移り住んで住民と密着して暮らし、1992年に初の監督作品『阿賀に生きる』を完成させ、絶賛される。キネマ旬報ベストの3位になる他、内外の映画賞で高い評価を受け、また芸術選奨新人賞映画部門を受賞。
その後、テレビ、映画の編集・構成などの仕事をしながら、ドキュメンタリー映画を撮り続けた。また、1999年より映画美学校で、2001年より京都造形芸術大学で、ドキュメンタリー映画を教えた。
ドキュメンタリー映画に関する著作も多数執筆。2002年8月からは、文化庁派遣芸術家在外研修員として、1年間イギリスに滞在。その記録を著書『まどろみのロンドン』にまとめた。 
だが、2006年11月から鬱病で入退院を繰り返し、2007年9月4日に東京都板橋区の高島平団地で飛び降り自殺。49歳没。
2008年5月31日、「日本映像民俗学の会 研究会」において、上映企画「佐藤真の映像民俗学の世界を見る」が行われた。そのイベント内で、生前の佐藤と親交があった吉松安弘（映画監督、ノンフィクション作家）から、佐藤の遺作である『映画監督って何だ!メイキング』（2006年）の編集方針について、制作元である「日本映画監督協会」幹部との間で激しいやりとりがあり、佐藤が本意としない形で作品が完成させられていたことが明かされた。同イベントでは、佐藤自身の編集による未公開ヴァージョンの『映画監督って何だ!メイキング』が上映された。

## フィルモグラフィー

### 映画
- 無辜なる海 1982・水俣（1983年） - 助監督
- 阿賀に生きる（1992年） - 監督・編集
- おてんとうさまがほしい（1995年） - 構成・編集
- ナージャの村（1997年） - 編集
- まひるのほし（1999年） - 監督
- 王母鄭氏 チョンおばさんのクニ（2000年） - 編集
- 花子（2001年） - 監督[6]
- SELF AND OTHERS（2000年） - 監督
- 阿賀の記憶（2004年） - 監督
- わたしの季節（2004年） - 編集
- エドワード・サイード OUT OF PLACE（2005年） - 監督
- 映画監督って何だ! メイキング（2006年） - 監督

### テレビ
- 我家の出産日記（1994年、テレビ東京） - 監督
- 写真で読む東京（1996年、NHK） - 監督
- 虹の架け橋-台所と農業をつなぐ地域自立への長い挑戦（1997年、テレビ東京） - 監督
- 日本NGOとバナナ村の10年（1999年） - 監督
- 森達也のドキュメンタリーは嘘をつく（2007年、テレビ東京） - 出演

## 著書
- 『日常という名の鏡 ドキュメンタリー映画の界隈』（1997年、凱風社）
- 『ドキュメンタリー映画の地平 世界を批判的に受けとめるために』（2001年、凱風社）
- 『映画が始まるところ』（2002年、凱風社）
- 『まどろみのロンドン 映画作家の妄想スケッチ』（2004年、凱風社）
- 『ドキュメンタリーの修辞学』（2006年、みすず書房）

共著
- 『エドワード・サイード OUT OF PLACE』（2006年、みすず書房、シグロ編、中野真紀子との共著）